# Deutsche Gesellschaft für Wehrtechnik
Die Deutsche Gesellschaft für Wehrtechnik e. V. (DWT) ist eine deutsche Lobbyorganisation, die auf Initiative der Rüstungsabteilung im Bundesministerium der Verteidigung etabliert wurde. Sitz des gemeinnützigen Vereins ist Bonn. Der Verein hat ca. 250 fördernde und etwa 930 persönliche Mitglieder.

## Geschichte
1957 wurde die Arbeitsgemeinschaft für Wehrtechnik (AWT) gegründet. Diese schloss sich später dem Arbeitskreis für Wehrforschung (AfW) kooperativ an. Der AfW war zuvor von ehemaligen Generälen der Wehrmacht um Franz Halder, die nach dem Zweiten Weltkrieg bei der Operational History (German) Section der Historical Division der United States Army beschäftigt waren, gegründet worden. 1967 erfolgte die Umbenennung der AWT in den heutigen Namen. Erster Vorsitzender war der ehemalige Wehrmachtsgeneral Erich Schneider.

## Selbstverständnis
Die DWT engagiert sich nach eigenen Angaben „für die staatliche Sicherheitsvorsorge Deutschlands“ und wirkt nach eigenen Angaben als „neutrale Dialog- und Informationsplattform“ und fühlt sich als solche der „sicherheitspolitischen ‚Community‘ der Bundesrepublik Deutschland, der EU und der NATO“ zugehörig. Der Verein hat zudem das Ziel, die „Kenntnis über zentrale Themen der Sicherheits- und Verteidigungspolitik“ sowie der „Wehr- und Sicherheitstechnik und der Verteidigungswirtschaft“ zu fördern.

## Vorstand
Ihr Präsident ist seit 31. Dezember 2019 der Manager Claus Günther, der zuvor 13 Jahre Diehl Defense leitete. Vizepräsidentin der DWT ist Gisela Manderla. Vorstandsvorsitzender ist General a. D. Rainer Schuwirth.

## Verbindungen
Der Verein arbeitet mit in- und ausländischen Gesellschaften vergleichbarer Zielsetzung zusammen. Besondere Vereinbarungen zur Zusammenarbeit bestehen mit der Gesellschaft für Wehr- und Sicherheitspolitik, der Carl-Cranz-Gesellschaft, dem Deutschen Bundeswehrverband und dem Verband der Reservisten der Deutschen Bundeswehr.

## Kritik
Dem Verein wird vorgeworfen, der Rüstungsindustrie nahezustehen. 2009 gaben einige Mitglieder des Verteidigungsausschusses des Bundestages nicht an, dass sie gleichzeitig im Präsidium der DWT sitzen. Es handelte sich um Elke Hoff (FDP), Rainer Arnold und Jörn Thießen (beide SPD). Die Geschäftsordnung des Bundestages ist in dieser Frage allerdings eindeutig. In den Verhaltensregeln heißt es, Abgeordnete müssten ihre „Tätigkeiten als Mitglied eines Vorstandes oder eines sonstigen leitenden oder beratenden Gremiums eines Vereins (…) mit nicht ausschließlich lokaler Bedeutung“ dem Präsidenten des Bundestages schriftlich anzeigen, damit dieser sie veröffentlichen kann. Es sei ein Skandal, dass „diese Lobbyisten im Parlament immer wieder bestimmenden Einfluss ausüben können“, so die Bundesvorsitzende von Bündnis 90/Die Grünen, Claudia Roth. Auch der Spiegel berichtete im Oktober 2015 darüber.